# Égletons
Égletons – miejscowość i gmina we Francji, w regionie Nowa Akwitania, w departamencie Corrèze.
Według danych na rok 1990 gminę zamieszkiwało 4487 osób, a gęstość zaludnienia wynosiła 266 osób/km² (wśród 747 gmin Limousin Égletons plasuje się na 19. miejscu pod względem liczby ludności, natomiast pod względem powierzchni na miejscu 404.).

## Galeria

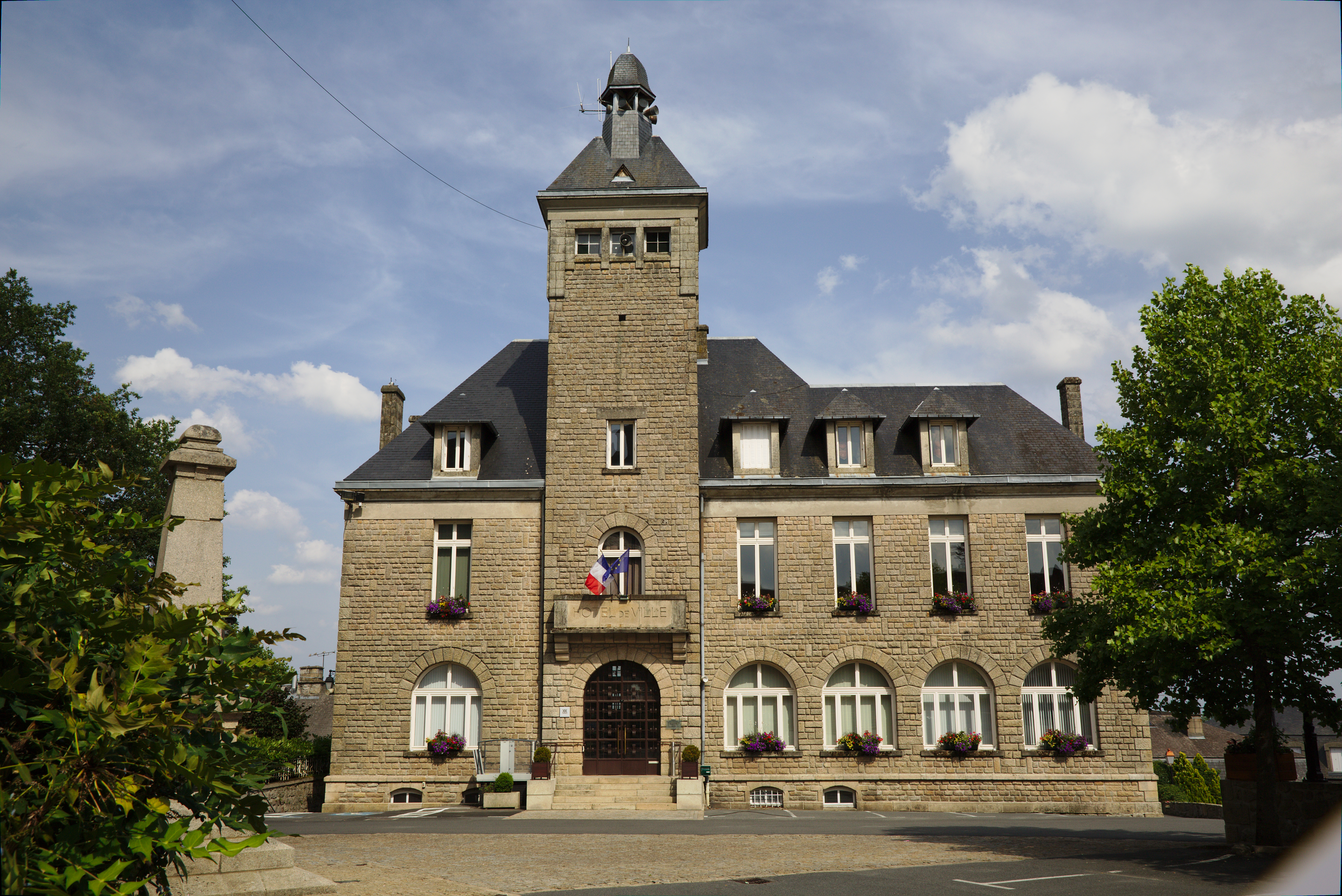
Ratusz (2015)
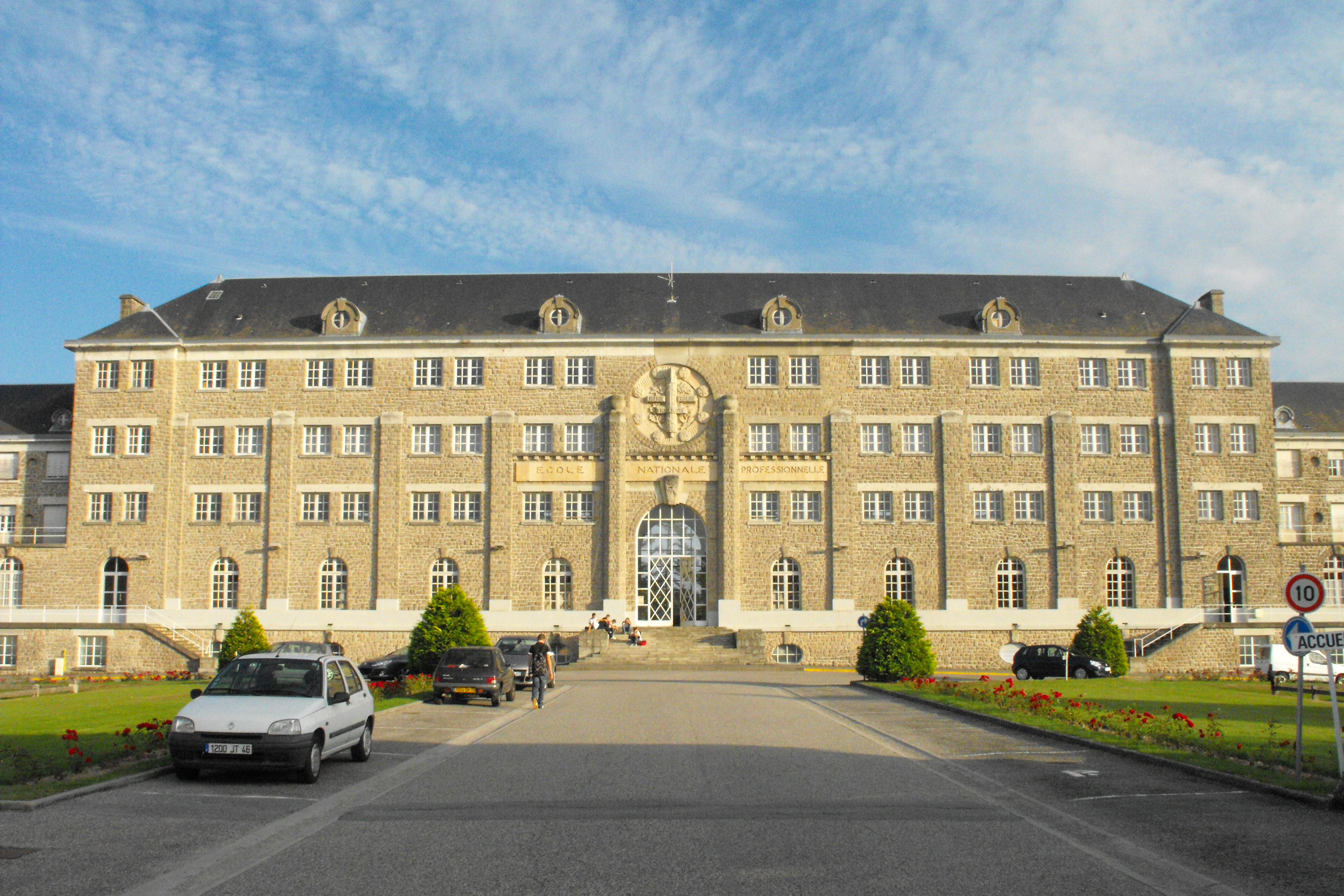
Liceum (2009)
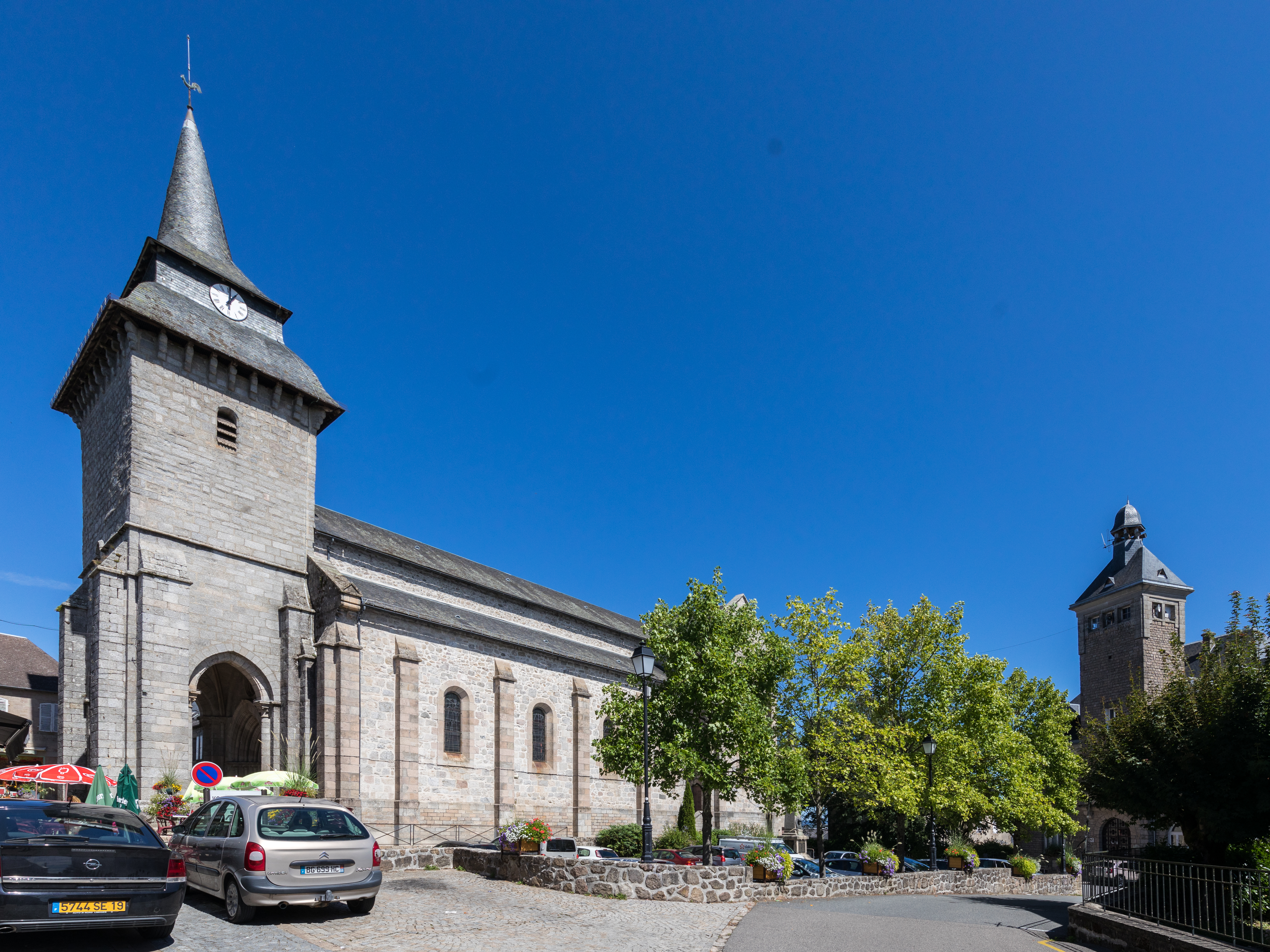
Kościół św Antoniego Pustelnika (2020)

## Populacja

Populacja Égletons w latach 1962–2008